# Sens-Beaujeu
Sens-Beaujeu è un comune francese di 432 abitanti situato nel dipartimento del Cher, nella regione del Centro-Valle della Loira.

## Società

### Evoluzione demografica
Abitanti censiti